# باشق بريطانيا الجديدة
باشق بريطانيا الجديدة هو أحد أنواع الجوارح المُهددة بالانقراض، وهو مُتوطّن في جزيرتين من جُزر پاپوا غينيا الجديدة، هي: بريطانيا الجديدة وإيرلندا الجديدة. يظهر بأنَّ هذه الطيور كانت نادرة مُنذ أن اكتُشفت، ففي سنة 1934م، وعندما كان الباحث والعالم إرنست ماير يستكشف جبال تلك الجُزر بحثًا عن الحياة الطيريَّة، خلال بعثة ويتني للبحار الجنوبيَّة، ظهر له أنَّ هذا النوع من البواشق نادرٌ للغاية.

## الخواص الجسديَّة
هذه البواشق رماديَّة ذات بطنٍ أبيض وعلامات بُرتقاليَّة على العنق، وغالبًا ما يُمكن تمييزها عبر قوائمها الضخمة. وهي البواشق الوحيدة في بريطانيا الجديدة وأرخبيل جُزر سُليمان التي تتمتَّع بإصبعٍ وسطى أضخم من سائر الأصابع. وقوائم الأفراد قاطنة بريطانيا الجديدة صفراءٌ باهتة. هذه الطيور صغيرة الحجم، يصلُ طولها في أقصى الحالات إلى ما بين 27 و34 سنتيمترًا.

## الإيكولوجيَّة
تعيشُ هذه الطيور في الغابات الجبليَّة الرطبة الاستوائيَّة وشبه الاستوائيَّة، حتّى ارتفاع يتراوح بين 1,200 إلى 1,800 متر عن سطح البحر. لا يُعرفُ الكثير عن عادات التفريخ والتغذّي لهذه الطيور بسبب نُدرتها الكبيرة، ولأنَّ موائلها الطبيعيَّة نائية ولمَّا تُدرس بالشكل الوافي بعد.

## الانحفاظ
يُقدَّرُ تعداد الجمهرة الإجماليَّة بين 1,000 و2,499 طائر. أبرز التهديدات التي تُواجهها هذه الطيور هي تدمير موائلها الطبيعيَّة، الأمر الذي أدّى إلى تراجع أعدادها في الغابات الواطئة. وقد أدَّى قطع الأشجار وإزالة الغابات على الجُزر الصغيرة إلى حرمان البواشق من المزيد من موائلها وتعريضها للمزيد من المخاطر. لم تُتخذ أيَّة جُهود من قبل أي جهة لحماية هذا النوع؛ لكن البعض اقترح أن يتم إجراء مسح شامل للمناطق حيثُ شوهدت هذه الطيور ويؤكَّد وجودها لتحديد حجم الجمهرة الكُلّي ومواقع التعشيش، وأن يتم أيضًا تخطيط الغابات الباقية ورسم خرائط لها. وهُناك خطط أُخرى لخلق مناطق محميَّة مُتعددة.